# 高浜消防署

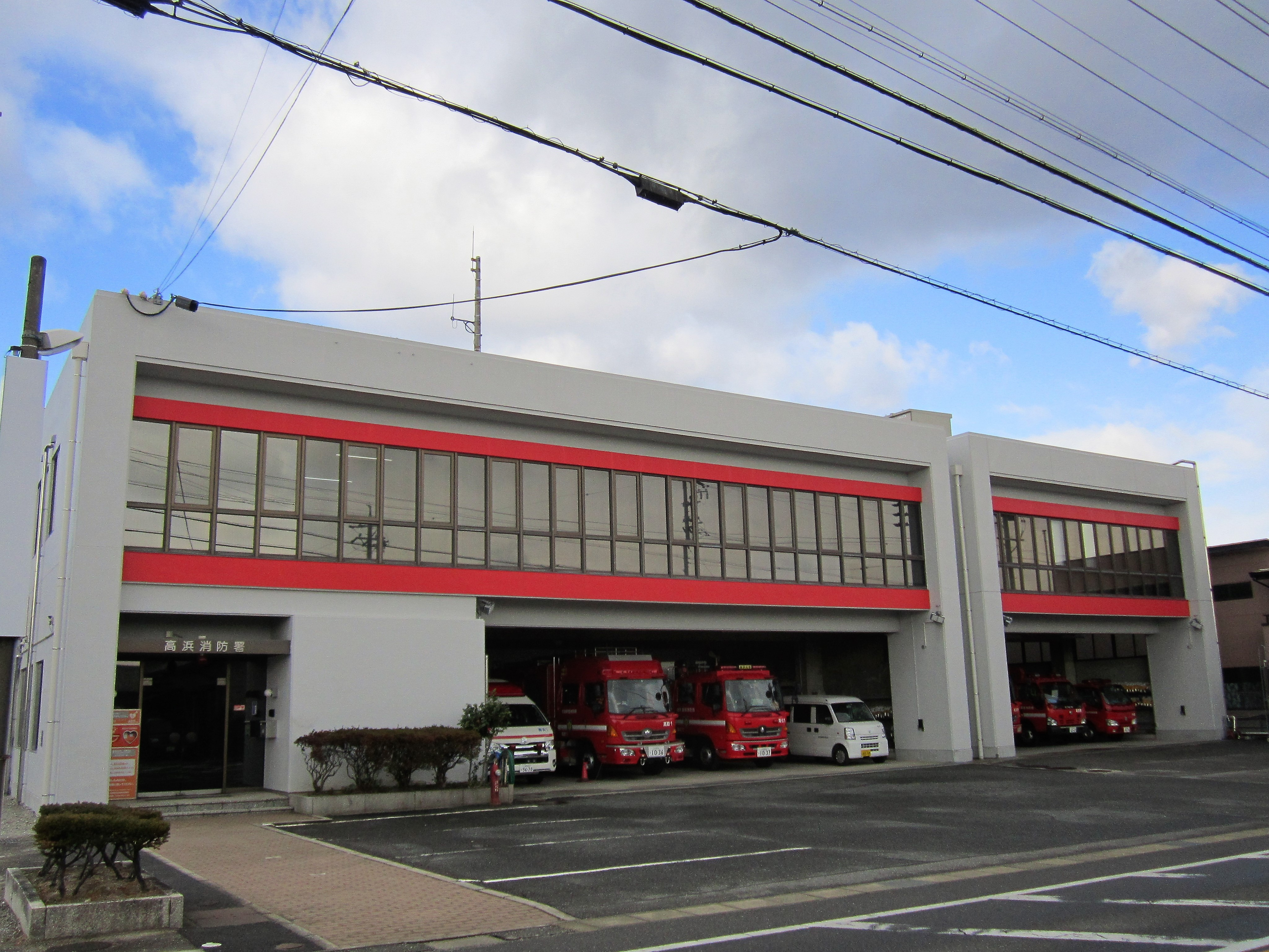
高浜消防署（2018年12月）

高浜消防署（たかはましょうぼうしょ）は、愛知県高浜市稗田町6丁目2番地15にある衣浦東部広域連合消防局の消防署である。

## 沿革
- 1972年（昭和47年）4月1日 高浜市消防本部・高浜消防署誕生。
- 2003年（平成15年）4月1日 衣浦東部広域連合消防局　高浜消防署に改称。

## 車両
- 水槽付消防ポンプ車：1台
- 化学消防ポンプ車：1台
- 大型水槽付消防ポンプ車：1台
- 資機材搬送車：1台
- 救助工作車：1台
- 高規格救急車：2台(非常用救急車1台を含む)
- 指令車：1台
- 広報車：1台
- 連絡車：1台
  - 合計：10台